# Yoshihiro Kitazawa
Yoshihiro Kitazawa (en japonés: 北沢欣浩, Kitazawa Yoshihiro; Kushiro, 4 de agosto de 1962) es un deportista japonés que compitió en patinaje de velocidad sobre hielo. Participó en los Juegos Olímpicos de Sarajevo 1984, obteniendo una medalla de plata en la prueba de 500 m.

## Palmarés internacional
| Juegos Olímpicos | Juegos Olímpicos      | Juegos Olímpicos | Juegos Olímpicos |
| Año              | Lugar                 | Medalla          | Prueba           |
| ---------------- | --------------------- | ---------------- | ---------------- |
| 1984             | Sarajevo (Yugoslavia) | Medalla de plata | 500 m            |